# Y'a pas d'erreur ?
Y'a pas d'erreur ? est un jeu télévisé présenté par Alex Goude, et diffusé le samedi à 11h20 à partir du 28 août 2021 sur France 2.
Malgré de bonnes audiences, le jeu n'est pas reconduit à la rentrée 2022.

## Concept
Il s'agit d'un quiz de culture générale. Les questions sont posées sous forme d'affirmation ; les candidats doivent répondre « erreur » ou « y'a pas d'erreur ».

## Principe et règles
Trois duos de candidats s'affrontent dans ce jeu. Un tirage au sort est organisé en coulisses avant le tournage de l'émission pour déterminer l'ordre de passage de ces duos.

## Eurêka
Sur le plateau, Eurêka, une intelligence artificielle représentée par une boule jaune avec des yeux, montée sur une barre recourbée, interagit avec l'animateur et donne les bonnes réponses. Elle est interprétée par Amandine Lemaire. 

## Audiences
Programmé le samedi matin, le jeu est regardé en moyenne par 593 000 téléspectateurs, ce qui représente une part de marché de 12,4%.